# Inocutis
Inocutis es un género de hongo de la familia Hymenochaetaceae y descrito por primera vez en Karstenia 24: 24 en 1984.

## Especies
- Inocutis dryophila (Berk.) Fiasson y Niemelä
- Inocutis jamaicensis (Murrill) A.M.Gottlieb, J.E.Wright & Moncalvo, 2002
- Inocutis levis (P.Karst.) Y.C.Dai, 2000
- Inocutis ludoviciana (Pat.) T. Wagner & M. Fisch.
- Inocutis porrecta (Murrill) Baltazar, 2010
- Inocutis rheades (Pers.) Fiasson & Niemelä, 1984
- Inocutis subdryophila Y.C.Dai & H.S.Yuan, 2005
- Inocutis tamaricis (Pat.) Fiasson & Niemelä, 1984
- Inocutis texana (Murrill) S.Martínez, 2006